# Temporada 1949-50 de los Chicago Stags
La temporada 1949-50 fue la cuarta de los Chicago Stags en la liga, y la primera y última con la denominación NBA. La temporada regular acabó con 40 victorias y 28 derrotas, empatando en el tercer puesto de la División Central con los Fort Wayne Pistons, clasificándose para los playoffs en los que cayeron en las semifinales de división ante los Minneapolis Lakers.

## Elecciones en elDraft
| Ronda | Puesto | Jugador         | Posición  | Nacionalidad   | Universidad |
| ----- | ------ | --------------- | --------- | -------------- | ----------- |
| 1     | 9      | Jack Kerris     | Ala-Pívot | Estados Unidos | Loyola (IL) |
| 2     | 22     | Ralph Beard     | Base      | Estados Unidos | Kentucky    |
| 3     | 24     | Dwight Eddleman | Escolta   | Estados Unidos | Illinois    |

## Temporada regular
| División Central     | División Central | División Central | División Central | División Central | División Central | División Central | División Central | División Central |
| Equipo               | G                | P                | %                | PD               | Casa             | Fuera            | Neutral          | Div              |
| -------------------- | ---------------- | ---------------- | ---------------- | ---------------- | ---------------- | ---------------- | ---------------- | ---------------- |
| x-Minneapolis Lakers | 51               | 17               | .750             | -                | 30-1             | 18-16            | 3-0              | 16-8             |
| x-Rochester Royals   | 51               | 17               | .750             | -                | 33-1             | 17-6             | 1-0              | 15-9             |
| x-Fort Wayne Pistons | 40               | 28               | .588             | 11               | 28-6             | 12-22            | -                | 14-10            |
| x-Chicago Stags      | 40               | 28               | .588             | 11               | 18-6             | 14–21            | 8-1              | 11-13            |
| St. Louis Bombers    | 26               | 42               | .382             | 25               | 17-14            | 7–26             | 2-2              | 4-20             |

## Playoffs

### Semifinales de División
Minneapolis Lakers - Chicago Stags
| Fecha       | Partido                                 | Ciudad      |
| ----------- | --------------------------------------- | ----------- |
| 22 de marzo | Minneapolis Lakers 85, Chicago Stags 75 | Minneapolis |
| 25 de marzo | Chicago Stags 67, Minneapolis Lakers 75 | Chicago     |
|             | Minneapolis gana las series 2-0         |             |

## Estadísticas
| Rk | Jugador         | Edad | P  | PT | MP | TC  | TCI  | %TC  | 3P | 3PI | %3P | TL  | TLI | %TL  | RO | RD | RT | AS  | RB | TAP | BP | FP  | PTS  |
| 1  | Max Zaslofsky   | 24   | 68 |    |    | 5.8 | 16.6 | .351 |    |     |     | 4.7 | 5.6 | .843 |    |    |    | 2.3 |    |     |    | 2.7 | 16.4 |
| 2  | Andy Phillip    | 27   | 65 |    |    | 4.4 | 12.5 | .349 |    |     |     | 2.9 | 4.2 | .704 |    |    |    | 5.8 |    |     |    | 3.2 | 11.7 |
| 3  | Odie Spears     | 24   | 68 |    |    | 4.1 | 11.4 | .357 |    |     |     | 2.3 | 3.4 | .687 |    |    |    | 2.3 |    |     |    | 3.7 | 10.5 |
| 4  | Kleggie Hermsen | 26   | 67 |    |    | 2.9 | 9.2  | .319 |    |     |     | 2.3 | 3.7 | .619 |    |    |    | 1.5 |    |     |    | 4.0 | 8.1  |
| 5  | Stan Miasek     | 25   | 68 |    |    | 2.6 | 6.8  | .381 |    |     |     | 2.1 | 3.3 | .661 |    |    |    | 1.1 |    |     |    | 3.9 | 7.3  |
| 6  | Frank Kudelka   | 24   | 65 |    |    | 2.6 | 8.1  | .326 |    |     |     | 1.4 | 2.2 | .636 |    |    |    | 2.0 |    |     |    | 3.0 | 6.7  |
| 7  | Leo Barnhorst   | 25   | 67 |    |    | 2.6 | 7.4  | .349 |    |     |     | 1.3 | 1.9 | .698 |    |    |    | 2.1 |    |     |    | 2.9 | 6.5  |
| 8  | Kenny Rollins   | 26   | 66 |    |    | 2.2 | 6.4  | .342 |    |     |     | 1.0 | 1.3 | .742 |    |    |    | 2.0 |    |     |    | 2.0 | 5.4  |
| 9  | Ed Mikan        | 24   | 21 |    |    | 1.5 | 6.0  | .244 |    |     |     | 2.1 | 2.8 | .776 |    |    |    | 0.7 |    |     |    | 2.3 | 5.1  |
| 10 | Joe Graboski    | 20   | 57 |    |    | 1.3 | 4.3  | .304 |    |     |     | 0.9 | 1.6 | .596 |    |    |    | 0.6 |    |     |    | 1.7 | 3.6  |
| 11 | George Nostrand | 26   | 36 |    |    | 1.0 | 3.5  | .296 |    |     |     | 0.5 | 1.0 | .514 |    |    |    | 0.3 |    |     |    | 2.0 | 2.6  |
| 12 | Joe Bradley     | 21   | 46 |    |    | 0.8 | 2.9  | .269 |    |     |     | 0.3 | 0.8 | .395 |    |    |    | 0.8 |    |     |    | 1.1 | 1.9  |
| 13 | Robert Hahn     | 24   | 10 |    |    | 0.4 | 1.3  | .308 |    |     |     | 0.2 | 0.7 | .286 |    |    |    | 0.1 |    |     |    | 1.7 | 1.0  |

## Galardones y récords
| Jugador       | Galardón                 |
| Max Zaslofsky | Mejor quinteto de la NBA |